# Giuseppe Bartolucci
Giuseppe Bartolucci (Fratte Rosa, 18 agosto 1923 – Roma, 22 settembre 1996) è stato un saggista e critico teatrale italiano.

## Biografia
Inizia a interessarsi di teatro e critica teatrale nei primi anni ‘60 scrivendo per “l'Avanti!”. Si interessa del teatro di regia (Giorgio Strehler, Luigi Squarzina, Orazio Costa, Vito Pandolfi e altri). Fu un fervente sostenitore degli artisti dell'avanguardia teatrale italiana degli anni '60, tra cui figuravano i nomi di Carmelo Bene, Carlo Quartucci, Leo De Berardinis, Perla Peragallo, Mario Ricci. Nella seconda metà degli anni '60 dirige il Teatro Stabile di Torino, fondando insieme a Ettore Capriolo e Edoardo Fadini la rivista Teatro. Nel 1967 è tra gli organizzatori e firmatari del Manifesto per un nuovo teatro. Trasferitosi Roma, diventa direttore del settore Teatro-Scuola del Teatro di Roma. Nei primi anni '70, si dedica attivamente a organizzare e a sostenere attività culturali, fondando la rivista La scrittura scenica. Teatroltre, le Nuove tendenze e il premio Narni opera prima.  Tra gli anni '70 e '80 produce diverse pubblicazioni e organizza eventi spettacolari, come il Paesaggio metropolitano alla Galleria d'Arte Moderna di Roma.

## Opere
- America hurrah!, Ed. del Teatro Stabile di Genova, 1968
- La scrittura scenica, Ed. Lerici, 1968
- Teatro corpo – teatro immagine, Ed. Marsilio, Padova, 1970
- Il vuoto teatrale, Ed. Marsilio, Padova, 1971
- Il teatro dei ragazzi, Ed. Guaraldi, Firenze, 1972
- Teatroltre - Scuola romana, Ed. Bulzoni, Roma, 1974
- Il gesto teatrale, Ed. Electa, 1980
- Teatro italiano: Tradizione e Modernità/Postavanguardia,  1983